# Hugo Fraile Martínez
Hugo Fraile Martínez (Huelva, Andalusia, 16 de març de 1987) és un exfutbolista professional andalús que jugava com a migcampista.

## Trajectòria esportiva
Format al planter de l'Atlètic de Madrid, va debutar com a sènior a l'Atlètic de Madrid C el 2005, a tercera divisió.
L'estiu de 2006 va fitxar pel Rayo Vallecano, per jugar amb el Rayo Vallecano B també de la tercera divisió. El 3 de setembre de 2008 va debutar amb el primer equip, entrant com a suplent en una victòria a la Copa del Rei 2008-09 contra la SD Huesca.
El 19 de juliol de 2011 va fitxar pel Getafe CF B de la Segona Divisió B. va debutar amb el primer equip el 5 de maig de l'any següent, jugant els darrers 13 minuts en un empat 0–0 a fora, a La Liga, contra l'Athletic Club.
El 18 de maig de 2012, Fraile fou promocionat definitivament al primer equip. Després de jugar poc durant la temporada primera divisió 2012-13, fou traspassat al l'Sporting de Gijón de la segona divisió, amb el qual va signar un contracte de dos anys.
Fraile va marcar el seu primer gol com a professional professional l'1 de setembre de 2013, el primer d'una victòria a casa per 3–0 contra el RCD Mallorca.